# Història de la paleontologia

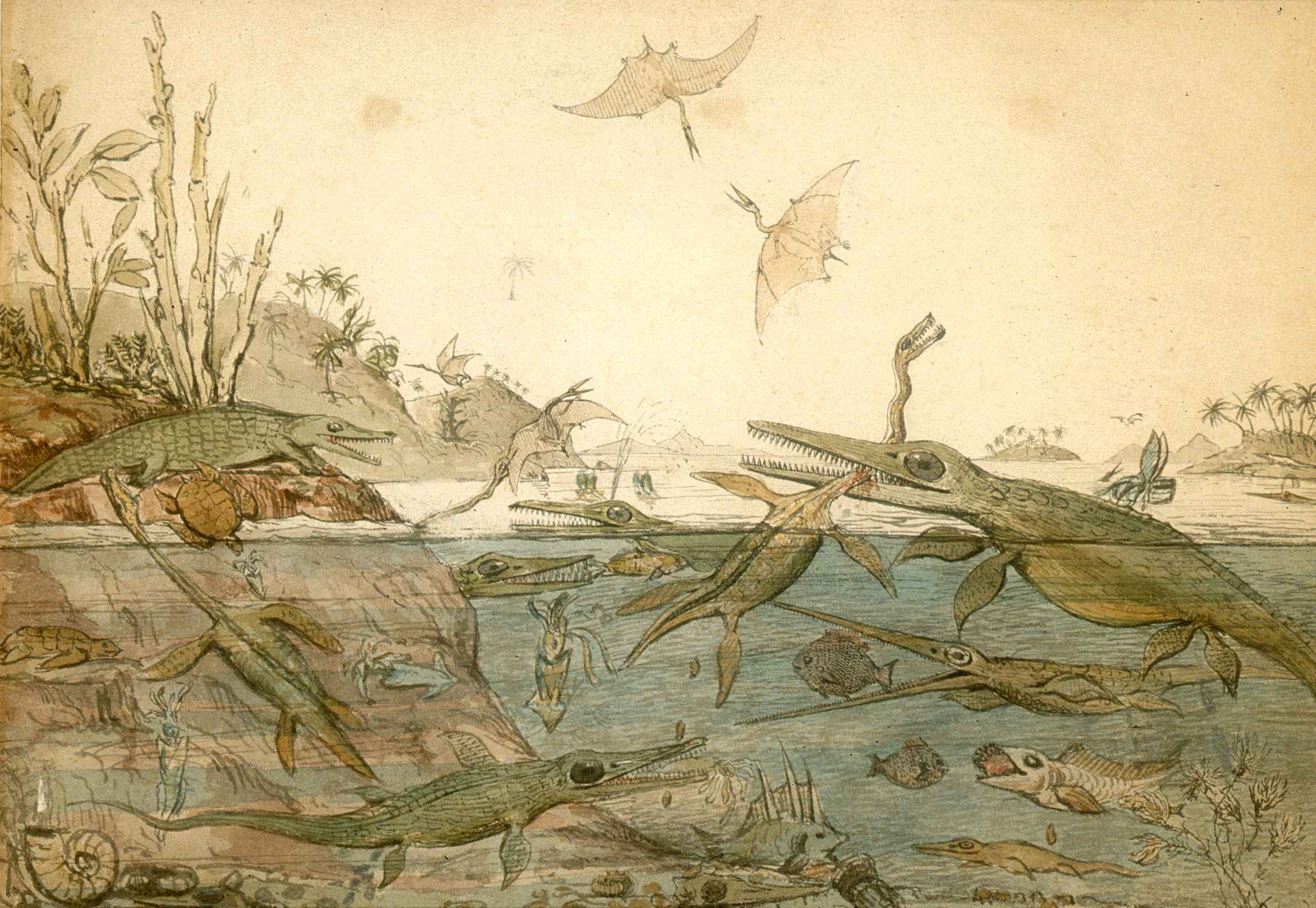
Duria Antiquior, un dorset més antic és una aquarel·la pintada pel geòleg Henry de la Beche, el 1830, basant-se en fòssils descoberts per Mary Anning. A la fi del i primeria del van ocórrer canvis ràpids i dramàtics en el pensament sobre la història de la vida a la Terra

La història de la paleontologia recorre la història dels esforços per entendre la història de la vida a la Terra per l'estudi del registre fòssil deixat per organismes vius. Pot ser considerada com un camp de la biologia, però el seu desenvolupament històric ha estat estretament lligat a la geologia i l'esforç per entendre la història de la Terra.
En l'antiguitat, Xenòfanes (570-480 ae), Heròdot (484-425 ae), Eratòstenes (276-194 ae), i Estrabó (64 ae-24 de) escrigueren sobre els fòssils d'organismes marins que indicaven que la seua terra havia estat alguna vegada sota l'aigua. Durant l'edat mitjana, el naturalista persa Ibn Sina (conegut com a Avicenna a Europa) tractà sobre fòssils en El llibre de la curació (1027), en què proposà una teoria sobre fluids petrificants que Albert de Saxònia estendria al s. XIV. El naturalista xinés Shen Kuo (1031-1095) proposaria una teoria del canvi climàtic basada en l'evidència del bambú petrificat.
En l'Europa moderna, l'estudi sistemàtic dels fòssils sorgí com una part dels canvis en la filosofia de la natura que es produïren durant l'edat de la raó. La naturalesa dels fòssils i la seua relació amb la vida en el passat s'entengué millor durant els s. XVII i XVII;Ial final del s. xvii l'obra de Georges Cuvier obrí un llarg debat sobre la realitat de l'extinció, la qual cosa feu sorgir la paleontologia associada a l'anatomia comparada com a disciplina científica. El creixent coneixement del registre fòssil també tingué un paper creixent en el desenvolupament de la geologia, sobretot de l'estratigrafia.
El 1822, el terme «paleontologia», l'encunyà l'editor d'una revista científica francesa per referir-se a l'estudi dels antics organismes vius mitjançant fòssils, i durant la primera meitat del s. xix les activitats geològiques i paleontològiques es feren més organitzades amb el creixement de societats i museus geològics i amb el nombre creixent de geòlegs i especialistes en fòssils. Aquest fet contribuí a un ràpid augment del coneixement sobre la història de la vida a la Terra, i aconseguí un important progrés cap a la definició de l'escala temporal geològica basada sobretot en evidència fòssil. Com que el coneixement de la història de la vida millorà, es feu més evident que existia algun tipus d'ordre successiu durant el desenvolupament de la vida. Aquesta afirmació encoratjaria les teories evolutives primerenques sobre la transmutació de les espècies.
Després que Charles Darwin publicara L'origen de les espècies el 1859, gran part de l'enfocament de la paleontologia es dirigí cap a la comprensió de les vies evolutives, incloent l'evolució humana i les teories evolucionistes.
Durant la segona meitat del s. xix s'expandí molt l'activitat paleontològica, especialment a Amèrica del Nord. La tendència continuà durant el s. xx quan diverses regions de la Terra s'obriren per recol·lectar fòssils, com ho demostra una sèrie de descobriments importants a la Xina, prop del final del s. xx. S'han descobert moltes formes transicionals, i actualment hi ha abundant evidència de com es relacionen totes les classes de vertebrats, gran part en forma de transició. Durant els darrers vint anys del s. xx augmentà l'interès en les extincions massives i en el paper que juguen en l'evolució de la vida a la Terra. També es revifà l'interès en l'explosió cambriana, durant la qual sorgiren els plans corporals de la majoria dels talls animals. El descobriment dels organismes ediacarians i el desenvolupament de la paleobiologia estengueren el coneixement de la vida molt abans del Cambrià.

## Abans del s. XVII
Ja al segle VI ae, el filòsof grec Xenòfanes de Colofó (570-480 ae), reconegué que algunes petxines fòssils eren restes de mol·luscs, i ho utilitzà com a evidència per argumentar que el que en aquell moment era terra ferma alguna vegada havia estat sota el mar. Leonardo da Vinci (1452-1519), en un quadern inèdit, també arribà a la conclusió que algunes petxines marines fòssils eren restes de mol·luscs. En tots dos casos, però, els fòssils eren restes d'espècies de mol·luscs que s'assemblaven molt a les espècies vives i, per tant, eren fàcils de classificar.
El 1027, el naturalista persa Ibn Sina (conegut com a Avicenna a Europa), proposà una explicació de com es produïa la petrificació dels fòssils en El llibre de la curació. Modificà una idea d'Aristòtil, que havia explicat aquest procés en termes d'exhalacions vaporoses. Ibn Sina modificà aquesta idea en la seua teoria dels fluids petrificants (succus lapidificatus), la qual va ser represa i estesa per Albert de Saxònia al s. xiv i era acceptada per la majoria dels naturalistes del s. XVI.
Shen Kuo (1031-1095) de la dinastia Song utilitzà fòssils marins trobats a les muntanyes Taihang per inferir l'existència de processos geològics com la geomorfologia i les fluctuacions de la riba del mar amb el temps. Fent observacions de bambús petrificats preservats sota terra a Yan'an, regió de Shanbei, província de Shaanxi, formulà una teoria del canvi climàtic gradual, ja que Shaanxi era part d'una zona de clima sec que no proporcionava un hàbitat adequat al creixement del bambú.
Com a resultat de la nova èmfasi en l'observació, classificació i catalogació de la natura, els filòsofs naturals del s. xvi a Europa establiren extenses col·leccions de fòssils (així com col·leccions d'espècimens de plantes i animals), que sovint s'emmagatzemaven en gabinets especials. Conrad Gesner publicà al 1565 un treball sobre fòssils que contenia una de les primeres descripcions detallades d'un gabinet i col·lecció. La col·lecció pertanyia a un dels membres de l'extensa xarxa de corresponsals dels quals Gesner obtenia informació per als seus treballs. Aquest tipus de xarxes de correspondència informals entre filòsofs naturals i col·leccionistes es feu cada vegada més important en el s. xvi i fou precursor directe de les societats científiques que es formarien al s. xvii Aquestes col·leccions en gabinet i xarxes de correspondència jugaren un paper important en el desenvolupament de la filosofia natural.
La majoria dels europeus del s. xvi, però, no reconegueren que els fòssils eren restes d'organismes vius. L'etimologia de la paraula fòssil prové del llatí: 'desenterrar, desenterrat'. En conseqüència, el terme s'aplica a una àmplia varietat d'objectes petris sense tenir en compte si podrien tenir un origen orgànic. Alguns escriptors del s. xvi com Gesner i Georgius Agricola estaven més interessats en la classificació d'aquest tipus d'objectes per les propietats físiques i místiques que en la determinació del seu origen. A més, la filosofia natural del període procurà que es formularen explicacions alternatives a l'origen dels fòssils. Les escoles aristotèliques i neoplatòniques donaren suport a la idea que els objectes petris poden créixer dins de la terra com els éssers vius. La filosofia neoplatònica sostingué que podia haver-hi afinitats entre els objectes vius i no vius que podrien causar que uns se'n semblaren a altres. L'escola aristotèlica opinava que les llavors d'organismes vius podrien introduir-se sota terra i generar objectes semblants a aquests organismes.

## Seglexvii

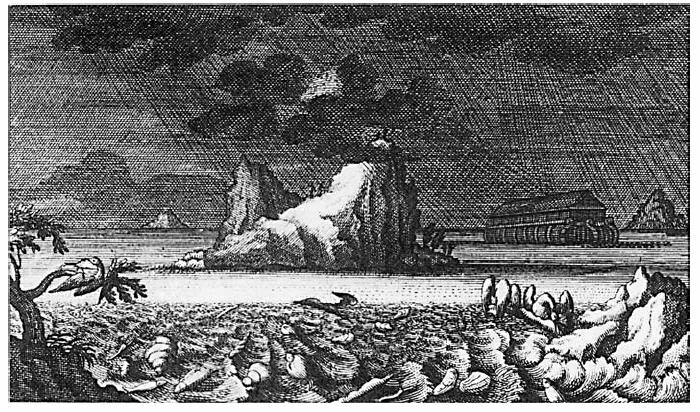
Johann Jakob Scheuchzer tractà d'explicar l'origen dels fòssils recorrent a les inundacions bíbliques en Herbarium of the Deluge (1709)

Durant la Il·lustració, els canvis fonamentals en filosofia natural es reflectiren en l'anàlisi dels fòssils. El 1665 Athanasius Kircher atribuí l'origen dels ossos gegants a ètnies extintes d'humans gegants en Mundus subterraneus. En el mateix any, Robert Hooke publicà Micrographia, una col·lecció il·lustrada de les seues observacions al microscopi. Una d'aquestes observacions es titulava «De fusta petrificada, i altres organismes petrificats», que incloïa una comparació entre la fusta petrificada i la fusta ordinària. Conclogué que la fusta petrificada era fusta ordinària que havia estat amerada amb «aigua impregnada amb pedres i partícules de terra». Suggerí llavors que diversos tipus de fòssils de petxines marines s'havien format a partir de petxines ordinàries mitjançant un procés semblant. Argumentà en contra de l'opinió generalitzada que tals objectes eren «pedres formades per alguna extraordinària virtut plàstica latent en la Terra mateixa». Hooke creia que els fòssils donaven evidència sobre la història de la vida a la Terra, com ho declarà el 1668:
| «                     | (...) si la troballa de monedes, medalles, urnes i altres monuments de poblacions o persones famoses, o els seus estris s'admeten com a proves irrefutables que tals persones o coses tenen, o en altre temps tingueren un ésser, sens dubte a aquestes petrificacions se'ls permet tenir la mateixa validesa i prova que abans foren aquests vegetals o animals... i són autèntics personatges universals llegibles per a qualsevol persona racional. | » |
| — Robert Hooke (1668) | |   |

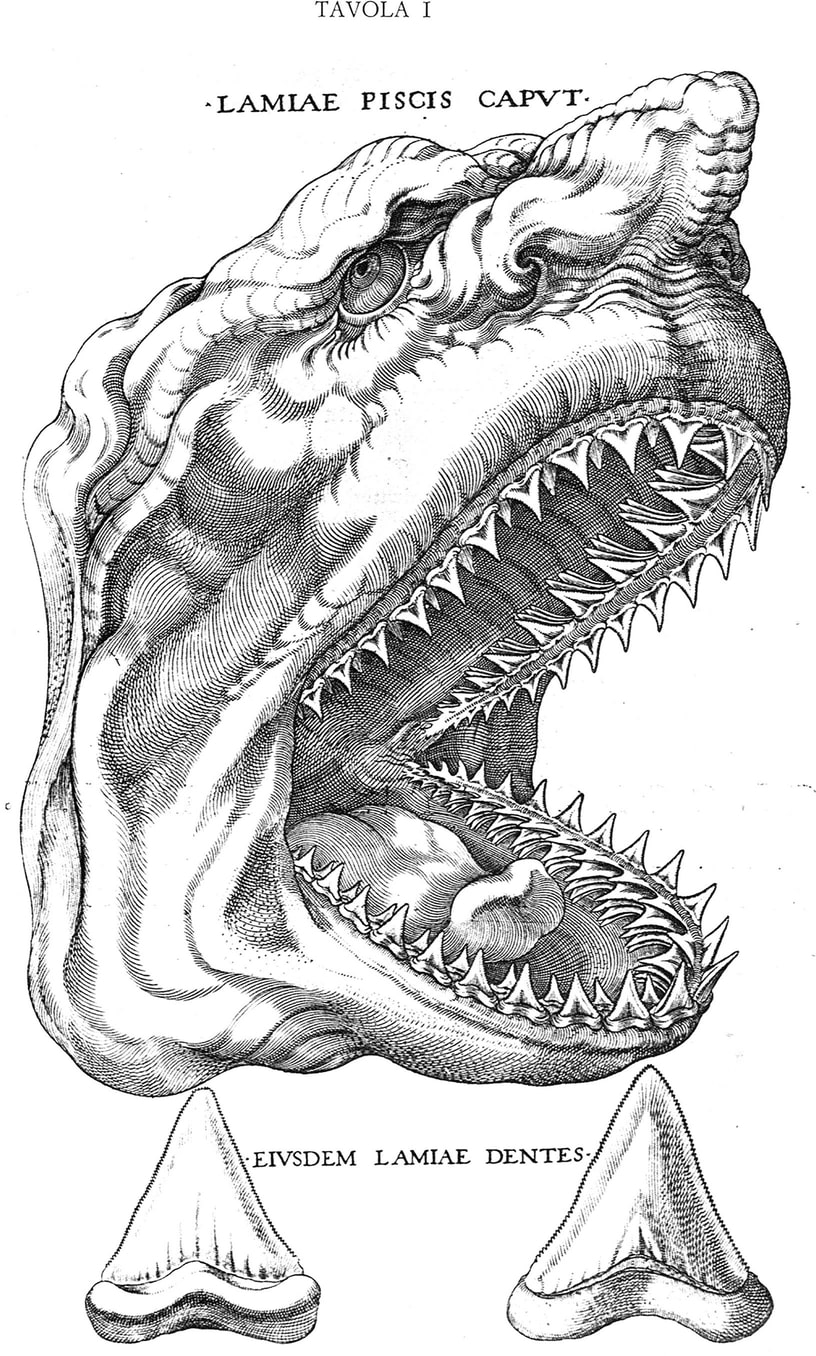
Aquesta il·lustració del treball de Stensen al 1667 mostra un cap de tauró i una dent fòssil per comparança

Hooke estava disposat a acceptar la possibilitat que alguns d'aquests fòssils representaren espècies que s'havien extingit, possiblement en catàstrofes geològiques passades.
El 1667 Niels Stensen escrigué un article sobre un cap de tauró que havia disseccionat. Comparà les dents de tauró amb els objectes fòssils comunament coneguts com a pedres de llengua. Arribà a la conclusió que aquests fòssils eren dents de tauró. Stensen s'interessà llavors pels fòssils, i per fer front a algunes de les objeccions sobre el seu origen orgànic estudià els estrats de sòl. El resultat d'aquest treball fou publicat el 1669 com Un precursor d'una dissertació sobre un sòlid tancat de manera natural dins d'un altre sòlid. En aquest llibre, Stensen establí una distinció entre objectes com els cristalls de roca que s'havien format dins de les roques i les petxines fòssils o dents de tauró que s'havien format fora d'aquestes roques. Stensen s'adonà que certs tipus de roques s'havien format per la deposició successiva de capes horitzontals de sediment i que els fòssils eren les restes d'organismes vius que s'havien enterrat en aquest sediment. Com la majoria dels filòsofs naturals del s. xvii Stensen creia que la Terra tenia només uns pocs milers d'anys d'antiguitat, per la qual cosa va recórrer a la inundació bíblica com una possible explicació per als fòssils d'organismes marins lluny del mar.

Malgrat la considerable influència del Precursor, naturalistes com Martin Lister (1638-1712) i John Ray (1627-1705) continuaren qüestionant l'origen orgànic d'alguns fòssils, com els ammonits fòssils, dels quals Hooke afirmava que eren d'origen orgànic, no obstant no assemblar-se a cap espècie viva coneguda. Això plantejava la possibilitat d'una extinció, que trobaren difícil d'acceptar per raons filosòfiques i teològiques. El 1695 Ray escrigué al naturalista gal·lès Edward Lluyd queixant-se que: 
| «                 | (...) ve una sèrie de conseqüències tals, como les que semblen escandalitzar l'Escriptura-Història de l'edat del món; almenys abaten l'opinió vigent, i no sense raó, entre teòlegs i filòsofs, que des de la primera creació no hi ha hagut espècies d'animals o vegetals perdudes, ni n'han sorgit de noves. | » |
| — John Ray (1695) | |   |

## Seglexviii

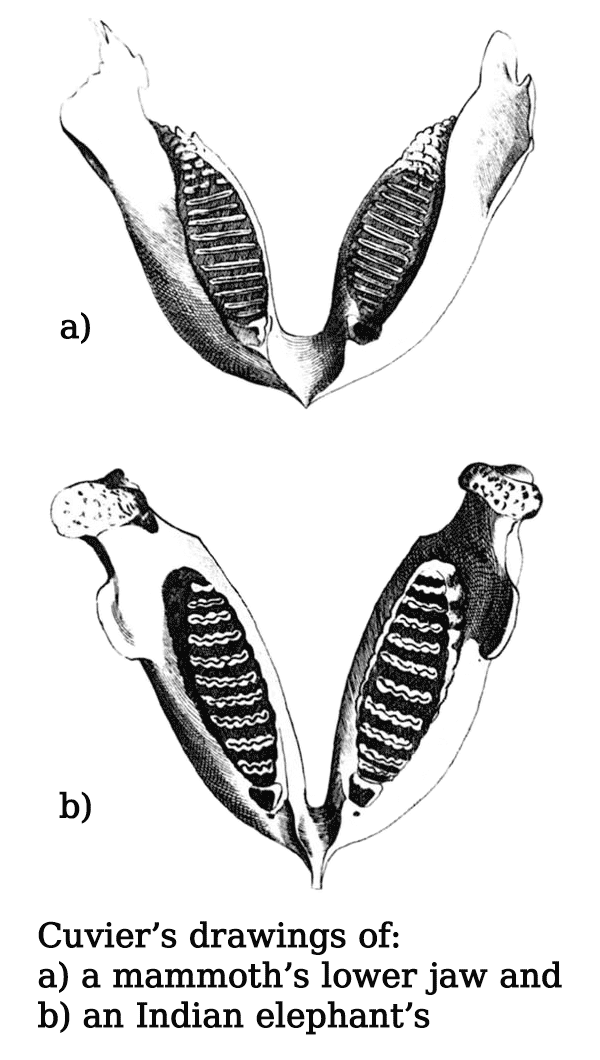
S'hi afegí una il·lustració comparativa de mandíbules el 1799 després de publicar la presentació de Cuvier el 1796 sobre els elefants vivents i fossilitzats

En l'obra Èpoques de la natura, Georges Buffon es refereix als fòssils, en particular al descobriment de fòssils d'espècies tropicals com els elefants i rinoceronts del nord d'Europa, com a evidència de la teoria que la Terra havia estat molt més càlida del que actualment era i s'havia anat refredant gradualment.
El 1796, Georges Cuvier presentà un document sobre elefants vivents i elefants fòssils comparant els esquelets d'elefants indis i africans amb els fòssils de mamuts i d'un animal que més tard seria denominat mastodont utilitzant anatomia comparada. Establí per primera vegada que els elefants indis i africans eren espècies diferents, i que els mamuts es diferenciaven de tots dos i havien d'estar extints. Fins i tot arribà a la conclusió que el mastodont era una altra espècie extinta que també diferia dels elefants indis o africans, encara més que els mamuts. Cuvier feu una altra important demostració del poder de l'anatomia comparada en la paleontologia quan presentà un segon document el 1796 sobre un gran esquelet fòssil a Argentina, que anomenà Megatherium i s'identificà com un peresós comparant el crani al de les dues espècies vives de peresós arborícola. L'innovador treball de Cuvier en paleontologia i anatomia comparada conduí a l'acceptació de l'extinció. També Cuvier advocà per la teoria geològica del catastrofisme per explicar la successió d'organismes revelada pel registre fòssil. Assenyalà que, com que ni els mamuts ni els rinoceronts llanuts pertanyien a la mateixa espècie dels elefants i rinoceronts que actualment habiten als tròpics, els seus fòssils no es podien usar com a evidència d'una terra en refredament gradual.

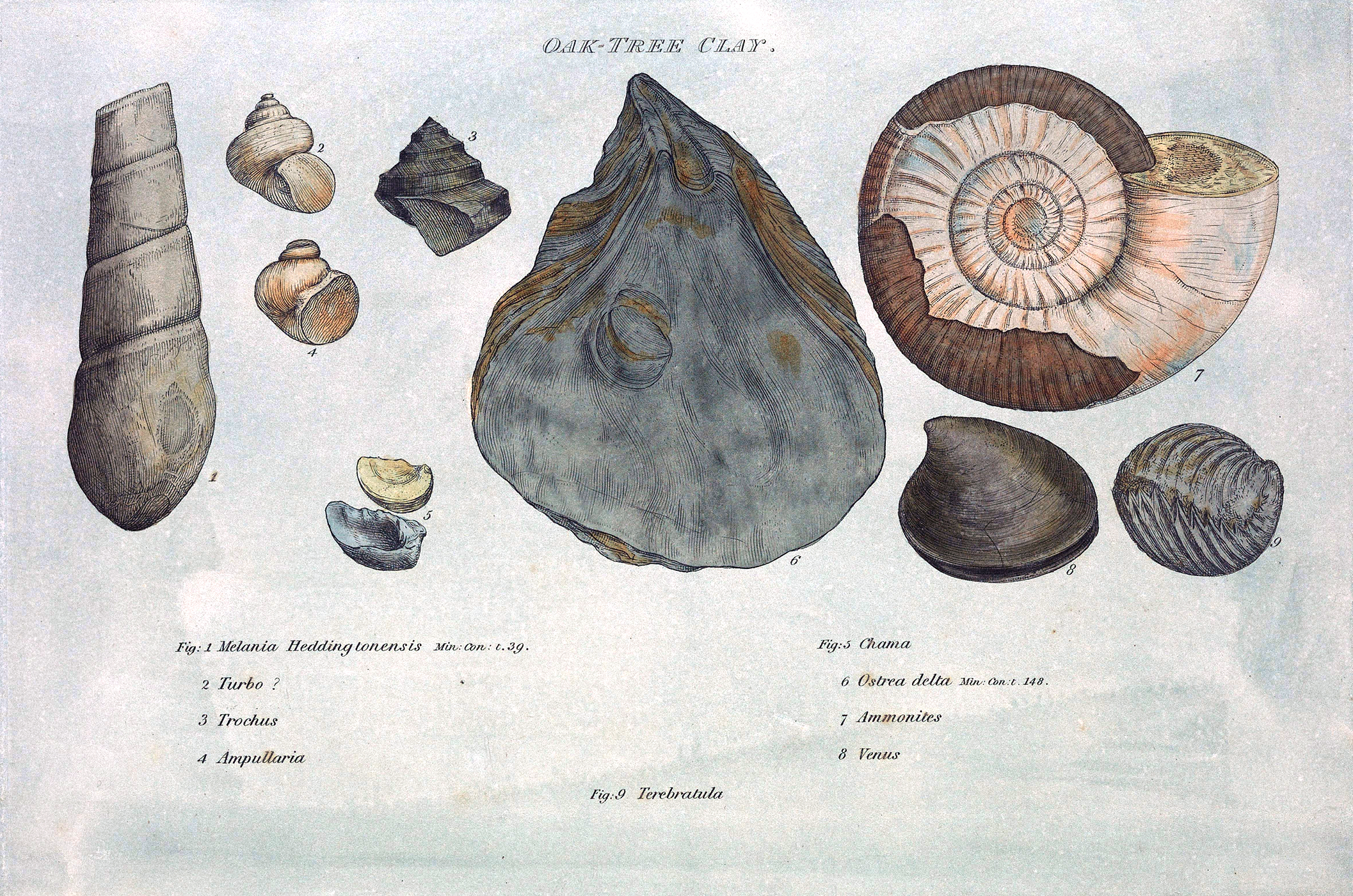
Aquesta il·lustració pertany a l'obra de William Smith Identificació d'estrats mitjançant fòssils organitzats (1815)

En una aplicació inicial de l'estratigrafia, William Smith, un topògraf i enginyer miner, usà fòssils per a correlacionar els estrats de sòl en diferents ubicacions. Smith creà el primer mapa geològic d'Anglaterra a la fi del 1790 i principis del s. XIX. Establí el principi de successió faunal, la idea que cada estrat de roca sedimentària contindria determinats tipus de fòssils, i que aquests se succeirien entre si d'una manera predictible, fins i tot en formacions geològiques molt distants. Alhora, Cuvier i Alexandre Brongniart, instructor de l'escola d'enginyeria minera de París, utilitzaren mètodes semblants en un influent estudi de geologia de la regió circumdant de París.

## D'inicis a mitjan s. XIX

### L'era dels rèptils

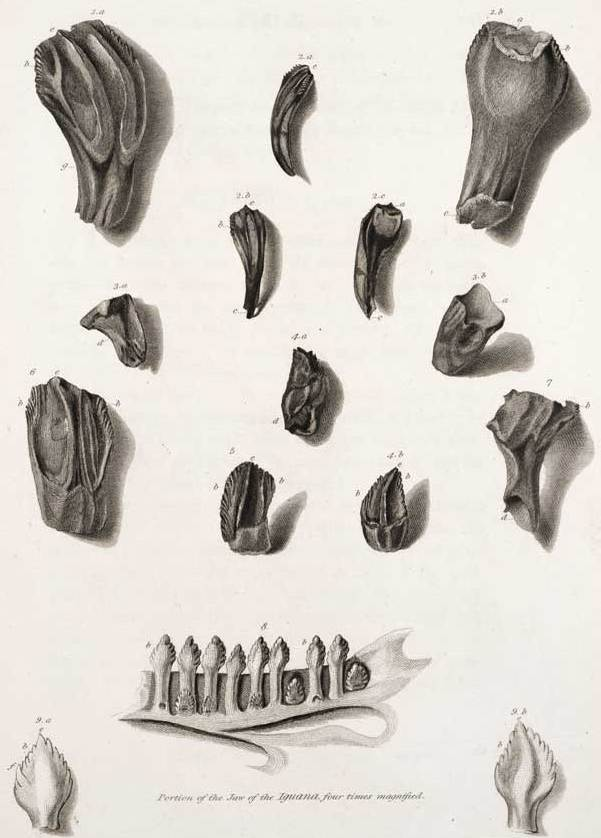
Aquesta il·lustració comparativa de dents fossilitzades dIguanodont amb dents d'una iguana moderna pertany a l'article de Mantell que descriu el gènere Iguanodont (1825)

El 1808, Cuvier identificà un fòssil trobat a Maastricht com un rèptil marí gegant que més tard seria anomenat Mosasaure. També identificà a partir d'un dibuix altre fòssil trobat a Baviera com un rèptil volador que va denominar Pterodàctil. Especulà, pels estrats on s'havien trobat aquests fòssils, que els grans rèptils havien viscut abans del que ell deia "l'era dels mamífers". Les especulacions de Cuvier serien confirmades per una sèrie de troballes a Gran Bretanya durant les següents dues dècades. Mary Anning, una col·leccionista de fòssils professional, recol·lectà fòssils de diversos rèptils marins dels estrats del Juràssic a Lyme Regis. Entre aquests fòssils s'incloïa el primer esquelet d'ictiosaure que fou reconegut com a tal, replegat el 1811, i els dos primers esquelets de plesiosaure trobats el 1821 i 1823. Molts descobriments seus els descriurien científicament els geòlegs William Conybeare, Henry de la Beche i William Buckland. Fou Anning qui observà que els objectes petris coneguts com a «pedres bezoar» es trobaven sovint a la regió abdominal dels esquelets d'ictiosaures, i assenyalà que si es trencaven aquestes pedres sovint contenien ossos de peixos i escates fossilitzats, fins i tot ossos de petits ictiosaures. Li suggerí a Buckland que estaven tractant amb femta fossilitzada, que ell anomenà copròlit i utilitzà per a entendre millor les cadenes tròfiques antigues.

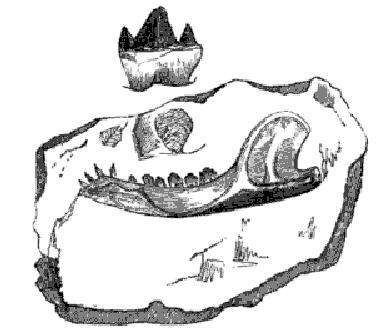
Aquesta il·lustració de la mandíbula inferior d'un mamífer a Stonesfield pertany al llibre de Gideon Martell Meravelles de la geologia (1848)

El 1824, Buckland descobrí i va descriure una mandíbula inferior dels dipòsits del Juràssic a Stonesfield. Determinà que l'os pertanyia a un rèptil carnívor terrestre que denominà Megalosaure. Aquest mateix any Gideon Mantell s'adonà que algunes dents grans que havia trobat el 1822 en roques del Cretaci a Tilgate pertanyien a un rèptil herbívor terrestre gegant. L'anomenà Iguanodont, perquè les dents s'assemblaven a les d'una iguana. Mantell publicà al 1831 un influent article, "L'era dels rèptils", en què resumia l'evidència que hi hagué un llarg període durant el qual la Terra era plena de grans rèptils. Dividí aquesta època segons els estrats de sòl on els diferents tipus de rèptils aparegueren per primera vegada, és a dir, en tres intervals que s'anticiparen als períodes moderns del triàsic, juràssic i Cretaci. El 1832, Mantell descobriria a Tilgate un esquelet parcial d'un rèptil cuirassat al qual denominà Hilaeosaure. El 1841 l'anatomista anglés Richard Owen crearia un nou ordre de rèptils, dinosaures, per a megalosaure, iguanodont i hylaeosaure.
L'evidència que grans rèptils havien habitat la Terra en el passat causà revolada i entusiasme en la comunitat científica, i també en alguns sectors del públic general. Buckland descrigué la mandíbula d'un petit mamífer primitiu, Phascolotherium, que es trobà en els mateixos estrats que el megalosaure. Aquest descobriment, conegut com el mamífer de Stonesfield, fou una anomalia fondament discutida. Al principi, Cuvier pensava que era un marsupial, però Buckland s'adonà més tard que era un mamífer placentari primitiu. Per la seua petita grandària i la naturalesa primitiva de l'espècimen, Buckland no considerava que s'invalidava el patró general de l'era dels rèptils, sinó que indicava que els animals més grans i visibles havien estat rèptils en comptes de mamífers.

### Paleobotànica i l'origen del termepaleontologia
El 1828 el fill d'Alexandre Brongniart, el botànic Adolphe Brongniart, publicà la introducció a un treball més extens sobre la història de les plantes fòssils. Conclogué que la història de les plantes es podia dividir en quatre parts. El primer període es caracteritzava per la presència de criptògames. El segon període per l'aparició de les coníferes. El tercer n'incloïa el sorgiment de les cícades, i el quart l'expansió de les plantes amb floració (tals com les dicotiledònies). Les transicions entre cada període estaven marcades per discontinuïtats brusques en el registre fòssil, amb canvis més graduals dins dels períodes. El treball de Brongniart és la base de la paleobotànica i reforçà la teoria que la vida a la Terra tenia una història llarga i complexa, i els diferents grups de plantes i animals apareixien en ordre successiu. També recolzà la idea que el clima terrestre havia canviat amb el temps: Brongniart va concloure que el registre fòssil de plantes demostrava que el clima del nord d'Europa havia d'haver estat tropical durant el carbonífer.
L'atenció cada vegada major que es prestava a les plantes fòssils durant les primeres dècades del s. xix desencadenaria un canvi significatiu en la terminologia de l'estudi de la vida passada. L'editor de la revista Journal de Physique, un estudiant de Cuvier anomenat Henri Marie Ducrotay de Blainville, encunyà el terme «paleozoologia» el 1817 per referir-se a l'obra que Cuvier i uns altres estaven fent per reconstruir animals extints a partir d'ossos fòssils. Blainville, però, cercà un terme que es referira a l'estudi tant de fòssils d'animals com de vegetals. Se li va ocórrer «palaeontologia» el 1822, adquirí popularitat ràpidament i derivà en el terme actual «paleontologia».

### Catastrofisme, actualisme i registre fòssil
En el seu influent document de 1796 sobre els elefants vius i fòssils, Cuvier es referí a una única catàstrofe que destruí la vida que després seria substituïda per les formes actuals. Com a resultat dels seus estudis en mamífers extints, s'adonà que els animals com Paleoteri havien viscut abans de l'era dels mamuts, la qual cosa el portà a escriure en termes de múltiples catàstrofes geològiques que havien acabat amb una sèrie de fauna successiva. Al voltant de 1830, hi hagué consens científic com a resultat de les recerques en paleobotànica i els descobriments de rèptils marins i dinosaures a Gran Bretanya, on la teologia natural fou molt influent durant el s. XIX; un grup de geòlegs que incloïa Buckland i Robert Jameson insistí a vincular explícitament la més recent de les catàstrofes de Cuvier al diluvi bíblic. A Gran Bretanya, el catastrofisme tenia un matís religiós absent en altres països.
Com a resposta al que considerava especulacions irracionals i no científiques proposades per William Buckland i altres professionals de la geologia del diluvi, Charles Lyell defensà la teoria geològica de l'actualisme en Principis de geologia. Lyell acumulà evidències a partir del seu treball de camp i altres, que la majoria de les característiques geològiques actuals podien explicar-se per la lenta acció de forces naturals com el vulcanisme, els terratrèmols, l'erosió i la sedimentació en lloc d'esdeveniments catastròfics passats. Lyell també afirmava que l'evidència aparent de canvis catastròfics en el registre fòssil, i fins i tot l'aparició de la successió direccional en la història de la vida, eren il·lusions causades per imperfeccions en el registre. Per exemple, argumentà que l'absència d'aus i mamífers als estrats fòssils més antics era una imperfecció en el registre fòssil atribuïble al fet que els organismes marins eren més fàcilment fosilizables. Així mateix, Lyell considerà el mamífer de Stonesfield com a prova que els mamífers no havien estat precedits necessàriament pels rèptils; també remarcà que certs estrats del plistocé mostraven una mescla d'espècies extintes i altres que encara sobreviuen, demostrant que les extincions es produïren a poc a poc i no com a resultat d'esdeveniments catastròfics globals. Lyell pogué convéncer els geòlegs que les característiques geològiques de la Terra es devien sobretot a l'acció de les mateixes forces geològiques actuals actuant en un període perllongat de temps. No tingué èxit, però, a tenir partidaris de la seua visió respecte al registre fòssil, que al seu judici no donava suport a una teoria de successió direccional.

### Les transmutació de les espècies i el registre fòssil
Jean Baptiste Lamarck usà fòssils per a validar els arguments a favor de la seua teoria de la transmutació de les espècies a inicis del s. XIX. Les troballes fòssils i la creixent evidència que la vida havia canviat amb el temps, alimentà les especulacions sobre aquest tema durant les següents dècades. Robert Chambers usà evidència fòssil en Vestigis de la història natural de la creació (1844), que advocava per un origen evolutiu del cosmos i la vida a la Terra. Igual que la teoria de Lamarck, creia que la vida havia passat del simple al complex. Aquestes idees evolutives primerenques foren àmpliament discutides en els cercles científics, però no s'acceptaren en general. La majoria dels crítics de les idees transmutacionals usaven evidencia fòssil per a validar els seus arguments. En el mateix treball en què encunyà el terme dinosaure, Richard Owen remarcà que els dinosaures eren almenys tan sofisticats i complexos com els rèptils moderns, la qual cosa al seu parer contradeia les teories transmutacionals. Hugh Miller faria un argument semblant, dient que els peixos fossilitzats descoberts en la formació d'Old Red Sandstone eren tan complexos com qualsevol peix actual, i no representaven les formes primitives proposades en Vestigis. Tot i que aquestes teories evolutives primerenques no foren acceptades en consens científic, els debats ajudarien a obrir el camí per a l'acceptació de la teoria de Darwin sobre l'evolució per selecció natural anys més tard.

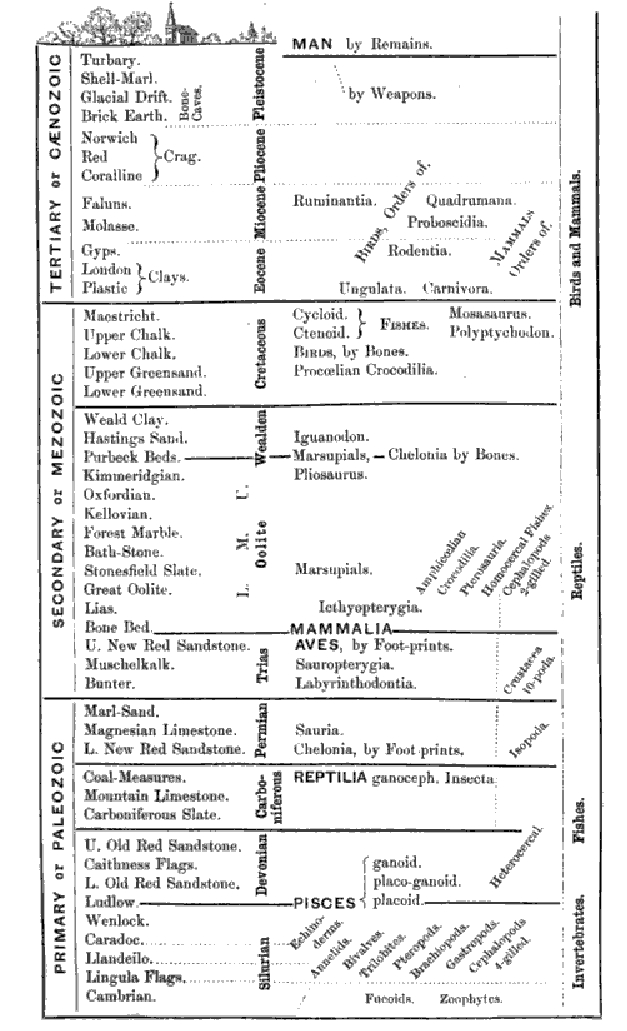
Aquest diagrama d'una escala de temps geològic en un llibre de Richard Owen de 1861 presenta l'aparició dels fílums animals més importants

### L'escala de temps geològic i història de la vida
Alguns geòlegs com Adam Sedgwick i Roderick Murchison continuaren, durant el transcurs dels conflictes com la gran controvèrsia del devonià, fent avanços en estratigrafia. Descrigueren noves èpoques geològiques, com el cambrià, el silurià, el devonià i el Permià. Cada volta més, tal progrés en l'estratigrafia depenia de les opinions d'experts amb coneixements especialitzats en determinats tipus de fòssils, com William Lonsdale (coralls fòssils) i John Lindley (plantes fòssils) que influïren en la controvèrsia del devonià. A principis de la dècada de 1840 s'havia elaborat gran part de l'escala de temps geològic. El 1841, John Phillips dividí la columna geològica en tres grans èpoques: el paleozoic, el mesozoic i el Cenozoic, basant-se en talls bruscos del registre fòssil. Identificà els tres períodes de l'era mesozoica i tots els períodes de l'era paleozoica, tret de l'ordovicià. La seua definició de l'escala de temps geològic s'utilitza encara hui. S'ha mantingut com una escala de temps relativa en què no hi ha cap mètode per assignar les dates absolutes de qualsevol període. S'entengué que no sols havia ocorregut una «era dels rèptils» que precedia l'«era dels mamífers» actual, sinó que també hi havia hagut un temps (durant el cambrià i silurià) en què la vida s'havia limitat als oceans, i un temps (abans del devonià) en què els invertebrats havien estat les formes de vida animal més grans i complexes.

### Expansió i professionalització de la geologia i la paleontologia
Aquest ràpid progrés en la geologia i la paleontologia durant els anys 1830 i 1840 es veié afavorit per una creixent xarxa internacional de geòlegs i especialistes en fòssils el treball dels quals fou organitzat i revisat per un creixent nombre de societats geològiques. Molts d'aquests geòlegs i paleontòlegs eren ara professionals que treballaven per a les universitats, museus i estudis geològics del govern. El relativament alt nivell de suport públic a les ciències de la Terra era a causa del seu impacte cultural i el seu valor econòmic per ajudar a explotar recursos minerals com el carbó.
Un altre factor important fou el desenvolupament de museus amb grans col·leccions d'història natural a finals del s. xviii i primeria del XIX. Aquests museus reberen mostres de col·leccionistes de tot el món i eren centres d'estudi de l'anatomia comparada i morfologia. Aquestes disciplines jugaren un paper clau en el desplegament d'una forma més tècnica d'història natural. Un dels primeres i més importants exemples en fou el Museu d'Història Natural de París, centre de molts avanços en història natural durant les primeres dècades del XIX. El fundà al 1793 l'Assemblea Nacional de França, i tingué una extensa col·lecció de la reialesa junt a col·leccions privades confiscades als aristòcrates durant la Revolució francesa; el seu patrimoni augmentà amb el material espoliat en les conquestes militars durant les guerres napoleòniques. El museu de París fou la base professional de Cuvier i el seu rival professional Geoffroy Saint-Hilaire. Els anatomistas anglesos Robert Grant i Richard Owen hi estudiaren. Owen esdevindria el principal morfòleg britànic mentre treballava al museu del Reial Col·legi de Cirurgians d'Anglaterra.

## Finals del s. XIX

### Evolució

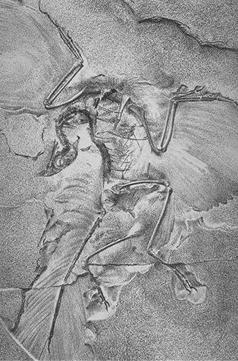
Aquesta fotografia del segon esquelet dArchaeopteryx descobert fou presa el 1881 al Museu Humboldt de Berlín

La publicació de L'origen de les espècies de Charles Darwin el 1859 fou un esdeveniment decisiu en totes les ciències de la vida, sobretot de la paleontologia. Els fòssils exerciren un paper important en la teoria de Darwin. Durant el viatge del Beagle per Amèrica del Sud, Darwin restà impressionat pels fòssils de Glyptodon, peresosos gegants, i el que es creia que eren Macrauchenia, que semblaven emparentades amb espècies que també vivien en el continent en temps moderns. El debat científic deixatat per L'origen dugué a un esforç per buscar fòssils de transició i altres evidències de l'evolució en el registre fòssil. Hi hagué dues àrees de recerca que atragueren l'atenció pública: la transició entre els rèptils i les aus, i l'evolució del cavall unidàctil modern. El 1861 es descobrí el primer espècimen d'Arqueòpterix, un animal amb dents i plomes i una mescla d'altres característiques de rèptils i aus, en una pedrera a Baviera i fou descrit per Richard Owen. Un altre espècimen se'n trobaria a la fi de 1870 i s'exhibiria en un museu a Berlín el 1881. Othniel Marsh descobrí altres espècies d'aus dentades a Kansas el 1872. Marsh també trobà fòssils de diversos cavalls primitius a l'oest dels Estats Units que ajudaren a traçar l'evolució del cavall des del petit Hiracoteri de cinc dits en l'eocé fins als molt més grans cavalls moderns unidàctils del gènere Equus. Thomas Huxley faria ús extensiu dels fòssils, tant de cavalls com d'aus, en la seua defensa de la teoria de l'evolució. L'acceptació de l'evolució es donà aviat en els cercles científics, però l'acceptació de la proposta del mecanisme darwinià de selecció natural era molt menys universal. En particular, alguns paleontòlegs com Edward Drinker Cope i Henry Fairfield Osborn preferien alternatives com el neolamarckisme, l'herència dels caràcters adquirits durant la vida, i la ortogènesi, una motivació innata a canviar en una direcció particular, per explicar el que ells percebien com a tendències lineals en l'evolució.

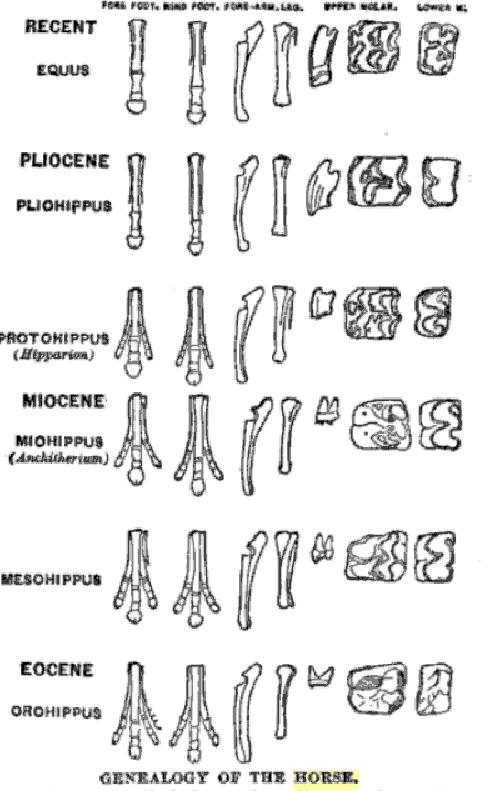
Aquest diagrama de Marsh sobre l'evolució gradual de les potes i dents dels cavalls fou reproduït en el llibre de Huxley El professor Huxley a Amèrica (1876)

També hi hagué un gran interés en l'evolució humana. El 1856 es descobriren fòssils de neandertals, però en aquest moment no estava clar que representaven una espècie diferent als humans moderns. Eugene Dubois causà sensació amb el seu descobriment el 1891 de l'humà de Java, la primera evidència fòssil d'una espècie que semblava clarament transicional entre els humans i els simis.

### Avanços a Amèrica del Nord
Un esdeveniment important en la segona meitat del s. xix fou una ràpida expansió de la paleontologia a Amèrica del Nord. El 1858, Joseph Leidy descrigué un esquelet d'hadrosaure, el primer dinosaure d'Amèrica del Nord descrit a partir d'unes restes. Fou, però, l'expansió cap a l'oest de ferrocarrils, bases militars, i assentaments a Kansas i altres parts a l'oest dels Estats Units després de la Guerra de Secessió el que impulsà la recol·lecció de fòssils. El resultat d'aquesta expansió fou un augment de la comprensió de la història natural d'Amèrica del Nord, incloent el descobriment del mar interior occidental que havia cobert Kansas i gran part de la resta del mig oest dels Estats Units durant gran part del Cretaci, el descobriment d'importants fòssils d'aus i cavalls primitius, i d'una sèrie de nous gèneres de dinosaures incloent l'al·losaure, l'estegosaure i el triceratop. Gran part d'aquesta activitat fou fruit d'una feroç rivalitat personal i professional entre Othniel Marsh i Edward Cope, que es conegué com la guerra dels Ossos.

## Panorama dels esdeveniments al s. XX

### Avanços en la geologia
Dos avanços en geologia al s. xx tingueren gran impacte en la paleontologia. El primer va ser la datació radiomètrica, que permeté assignar dates absolutes a l'escala temporal geològica. El segon fou la teoria de la tectònica de plaques, que ajudà a donar sentit a la distribució geogràfica dels organismes del passat.

### Extensió geogràfica de la paleontologia
Durant el s. xx l'exploració paleontològica s'intensificà a tot arreu i deixà de ser una activitat quasi exclusiva d'Europa i Amèrica del Nord. En els 135 anys transcorreguts des del primer descobriment de Buckland i 1969 es reconegueren 170 gèneres de dinosaures. En els 25 anys posteriors a 1969 aquest nombre augmentà a 315. Això es degué a l'estudi de noves formacions rocoses, en particular d'àrees encara inexplorades a Amèrica del Sud i Àfrica. Durant les últimes dècades del s. xx, l'obertura de la Xina a l'exploració sistemàtica de fòssils donà moltes evidències materials sobre els dinosaures i l'origen d'aus i mamífers.

### Extincions massives
El s. xx va veié una important renovació d'interés en esdeveniments d'extinció massiva i el seu efecte en el transcurs de la història de la vida. A partir de 1980, Luis i Walter Álvarez proposaren l'extinció del Cretaci-paleogen afirmant que fou causada per un impacte astronòmic que eliminà els dinosaures no avians juntament amb molts altres éssers vius. També a principis de la dècada de 1980, Jack Sepkoski i David M. Raup publicaren anàlisis estadístiques del registre fòssil d'invertebrats marins que revelaven un patró (possiblement cíclic) d'extincions massives repetides amb importants implicacions per a la història evolutiva de la vida.

### Camins i teories evolucionistes

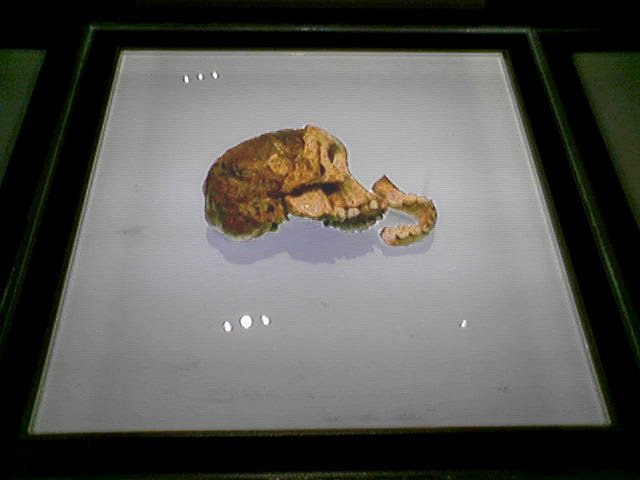
La imatge mostra els fòssils del nen de Taung, descobert a Sud-àfrica el 1924

Al llarg del s. xx, la troballa de nous fòssils contribuí a la comprensió dels camins presos per l'evolució. Exemples d'aquestes troballes inclouen importants transicions taxonòmiques com les descobertes a Groenlàndia a partir de 1930 de fòssils que il·lustren l'evolució dels tetràpodes a partir de peixos, i els fòssils recol·lectats a la Xina durant la dècada de 1990 que il·lustraren la relació dinosaures-aus. Altres esdeveniments importants inclouen el descobriment d'una sèrie de fòssils a Pakistan que esclarí l'evolució de les balenes, i el més famós de tots: una sèrie de troballes al s. xx a Àfrica (començant amb el xiquet de Taung el 1924) i en altres llocs han ajudat a il·luminar el camí de l'evolució humana. Com més va més, a la fi del s. xx, els resultats de la paleontologia i la biologia molecular s'han unit per revelar arbres filogenètics.
Els resultats de la paleontologia també han contribuït al desenvolupament de la teoria evolutiva. El 1944, George Gaylord Simpson publicà Tempo and mode in evolution, en què usava anàlisis quantitatives per demostrar que el registre fòssil era coherent amb els patrons de ramificació no direccional predits pels defensors de l'evolució impulsada per selecció natural i deriva genètica en lloc de les tendències lineals predites pels seguidors del neolamarckisme i la ortogènesi. Aquest fet integrà la paleontologia a la síntesi evolutiva moderna. Al 1972, Niles Eldredge i Stephen Jay Gould utilitzaren evidència fòssil per a defensar la teoria de l'equilibri puntuat, que sosté que l'evolució es caracteritza per llargs períodes de relativa estasi i períodes molt més curts de canvis relativament ràpids.

### Explosió cambriana

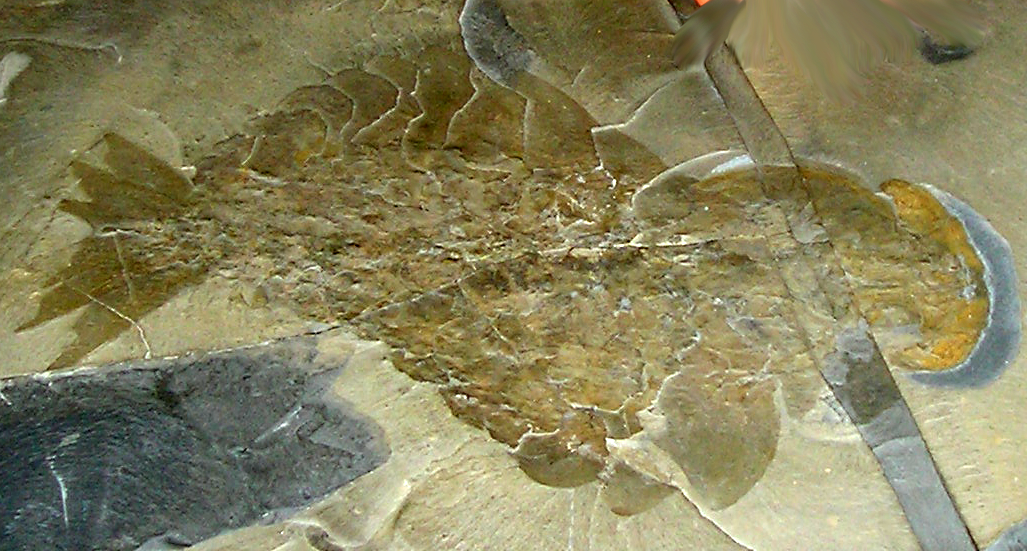
La fotografia mostra un fòssil complet dAnomalocaris de l'esquist de Burgess

Una àrea de la paleontologia que ha tingut molta activitat des de la dècada de 1980 és l'estudi de l'explosió cambriana, durant el qual aparegueren molts dels diferents fílums animals. L'esquist de Burgess, conegut jaciment de fòssils del cambrià fou descobert el 1909 per Charles Doolittle Walcott, i un altre lloc important a Chengjiang, Xina, es trobà al 1912. Una nova anàlisi, però, en la dècada de 1980 per Harry B. Whittington, Derek Briggs, Simon Conway Morris i altres provocà un renovat interés i una explosió d'activitat que inclogué el descobriment d'un nou jaciment de fòssils, Sirius Passet (Groenlàndia), i la publicació del popular i polèmic llibre La vida meravellosa, de Stephen Jay Gould el 1989.

### Fòssils precambrians

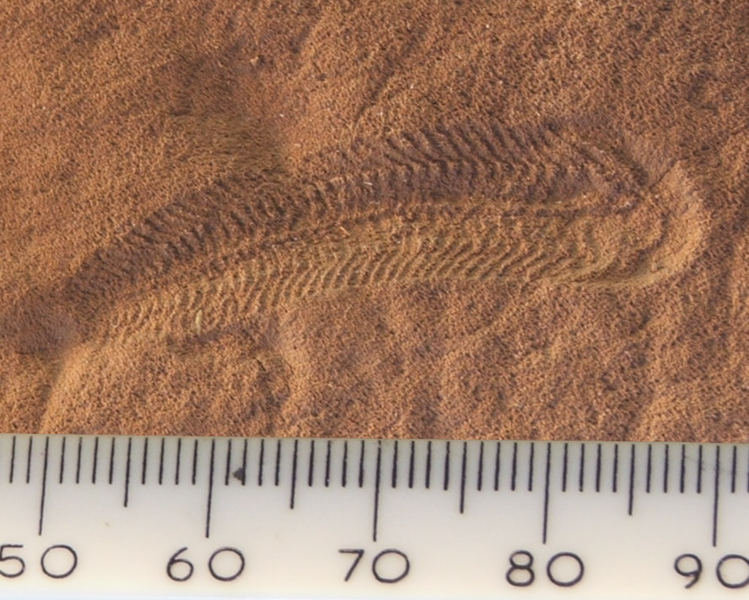
La imatge mostra un fòssil de Spriggina del període ediacarià

Abans de 1950 no hi havia cap evidència fòssil de vida abans del cambrià. Quan Charles Darwin escrigué L'origen de les espècies reconegué que la falta de qualsevol evidència fòssil de vida anterior als relativament complexos animals del cambrià era un argument potencial contra la teoria de l'evolució, però expressà l'esperança que tals fòssils es trobaren en el futur. El 1860 hi hagué afirmacions del descobriment de fòssils precambrians, després es demostraria que no eren d'origen orgànic. Al s. xix Charles Doolittle Walcott descobrí estromatòlits i una altra evidència fòssil de vida durant el precambrià, però en aquest moment també es disputà l'origen orgànic dels fòssils. Això començaria a canviar en la dècada de 1950 amb el descobriment de més estromatòlits juntament amb microfòssils dels bacteris i la publicació d'una sèrie d'articles del científic soviètic Boris Vasilievich Timofeev en què anunciava el descobriment d'espores fòssils microscòpiques en sediments precambrians. Un avanç clau ocorreria quan Martin Glaessner mostrà que els fòssils d'animals tous descoberts per Reginald Sprigg als pujols d'Ediacara a Austràlia eren precambrians i no del cambrià primerenc com Sprigg originalment creia, fent del període ediacàric els animals més antics coneguts. A la fi del s. xx, la paleobiologia establí que la història de la vida es remuntava almenys a 3,5 milions d'anys.